# Сталь, Казимир Густавович
Казимир Густавович Сталь (фон Стааль, Шталь) 2-й (после 1777 года — после 1843 года) — российский полковой командир, герой Отечественной войны 1812 года и Наполеоновских войн, полковник Русской императорской армии, кавалер ордена Святого Георгия IV-й степени.

## Ранние годы
Родился в семье лифляндских дворян рода Стааль. Сын Георгиевского кавалера, шефа Каргопольского драгунского полка Густава Сталя, младший брат героя Отечественной войны 1812 года и военного коменданта Москвы в 1830 — 1853 гг. Карла Сталя.

## Воинская служба

#### Война Четвёртой коалиции
Был с полком в финальной части сражения при Пултуске. Участвовал в знаменитой атаке резервного корпуса русской кавалерии на конницу Мюрата у Прейсиш-Эйлау.

#### Отечественная война 1812 года
С 4 августа 1811 года — майор, командир Каргопольского драгунского полка при шефе Иване Поле. С полком прошёл Отечественную войну, участвовал в сражениях при Малоярославце, Вязьме и Красном. В сражении при Бородине исправлял обязанности дежурного генерал-вагенмейстера армии, заведуя движением обозов 1-й армии (Барклая-де-Толли) в день сражения.

#### Война Шестой коалиции
В Заграничных походах был во всех сражениях с полком, среди прочих — при Кацбахе, где полк заслужил отличие и георгиевские серебряные трубы, и — в Битве народов под Лейпцигом.
При Фер-Шампенуазе Каргопольский драгунский полк отличился на глазах императора Александра I, сначала — захватом французского обоза, при чём был пленён батальон охраны, а после — лихой атакой другой колонны, которая без боя положила оружие. За этот бой шеф полка Иван Поль награждён был Анненской лентой, а майор Сталь 10 марта 1813 года произведён в подполковники. 13 марта 1814 года награждён орденом Святого Георгия IV-й степени.
Уволен от должности командира полка 1 июня 1815 года с чином полковника.